# گونتار پرلبرگ
گونتار پرلبرگ (انگلیسی: Günter Perleberg؛ ۱۷ مارس ۱۹۳۵ – ۱ اوت ۲۰۱۹) قایقران کانو اهل آلمان بود.
وی در مسابقات کشوری و بین‌المللی در مجموع برندهٔ ۲ مدال طلا، ۱ مدال نقره، ۱ مدال برنز شده‌است.
گونتر پرلبرگ در ۱۷ مارس ۱۹۳۵ در براندنبورگ آلمان به دنیا آمد.
او با رزماری اشتاینبرچر ازدواج کرد و در نهایت در سال ۲۰۱۹ در گاربسن، نیدرزاکسن، آلمان درگذشت.